# Trudi Canavan
Pour les articles homonymes, voir Canavan.
Œuvres principales
- La Trilogie du magicien noir
- La Trilogie de l'âge des Cinq
- Les Chroniques du magicien noir
- La Loi du millénaire

Trudi Canavan, née le 23 octobre 1969 à Melbourne, est une écrivaine australienne de fantasy. Elle est surtout connue pour les deux best-sellers que sont La Trilogie du magicien noir et La Trilogie de l'âge des Cinq.

## Biographie
Canavan est née le 23 octobre 1969 à Kew, une banlieue de Melbourne dans l'État de Victoria, Australie et a passé son enfance à Ferntree Gully, une autre banlieue de Melbourne.
Aussi loin qu’elle se souvienne, cette illustratrice et designer a toujours écrit, principalement à propos de choses qui n’existent pas. La Trilogie du magicien noir est un best-seller phénoménal, avec près d’un million d’exemplaires vendus dans le monde.

## Œuvres

### Univers de Kyralie

#### Préquelle
- L'Apprentie du magicien, Bragelonne, 2010 ((en) The Magician's Apprentice, 2009)Roman se situant quelques siècles avant La Trilogie du magicien noir

#### Trilogie du magicien noir
1. La Guilde des magiciens, Bragelonne, 2007 ((en) The Magicians' Guild, 2001)
2. La Novice, Bragelonne, 2007 ((en) The Novice, 2002)
3. Le Haut-Seigneur, Bragelonne, 2008 ((en) The High Lord, 2003)

#### Les Chroniques du magicien noir
1. La Mission de l'ambassadeur, Bragelonne, 2011 ((en) The Ambassador's Mission, 2010)
2. La Renégate, Bragelonne, 2011 ((en) The Rogue, 2011)
3. La Reine traîtresse, Bragelonne, 2012 ((en) The Traitor Queen, 2012)

### SérieL'Âge des Cinq
1. La Prêtresse blanche, Bragelonne, 2009 ((en) Priestess of the White, 2005)
2. La Sorcière indomptée, Bragelonne, 2010 ((en) Last of the Wilds, 2006)
3. La Voix des dieux, Bragelonne, 2010 (Voice of the Gods, 2006)

### SérieLa Loi du millénaire
1. Magie volée, Bragelonne, 2015 ((en) Thief’s Magic, 2014)
2. L'Ange des tempêtes, Bragelonne, 2016 ((en) Angel of Storms, 2015)
3. La Promesse de l'héritier, Bragelonne, 2017 ((en) Successor’s Promise, 2017)
4. La Malédiction du créateur, Bragelonne, 2021 ((en) Maker’s Curse, 2020)

### Nouvelles
- La Rumeur des enfants de la brume, 2007 ((en) Whispers of the Mist Children, 1999)Publiée dans Fantasy 2007, anthologie publiée par les éditions Bragelonne
- (en) Room for Improvement, 2003
- (en) The Mad Apprentice, 2010